# Khaan
Khaan ist ein theropoder Dinosaurier aus der Gruppe der Oviraptorosauria aus der Oberkreide der Mongolei. Die einzige Art (Typusart) dieser Gattung ist Khaan mckennai. 
Innerhalb der Oviraptorosauria wird Khaan als Oviraptoridae klassifiziert. Wie andere Oviraptorosauria war Khaan ein zweibeiniges, vermutlich gefiedertes Tier, das einen zahnlosen Schnabel besaß und sich vermutlich pflanzen- oder allesfressend ernährte.

## Funde und Namensgebung

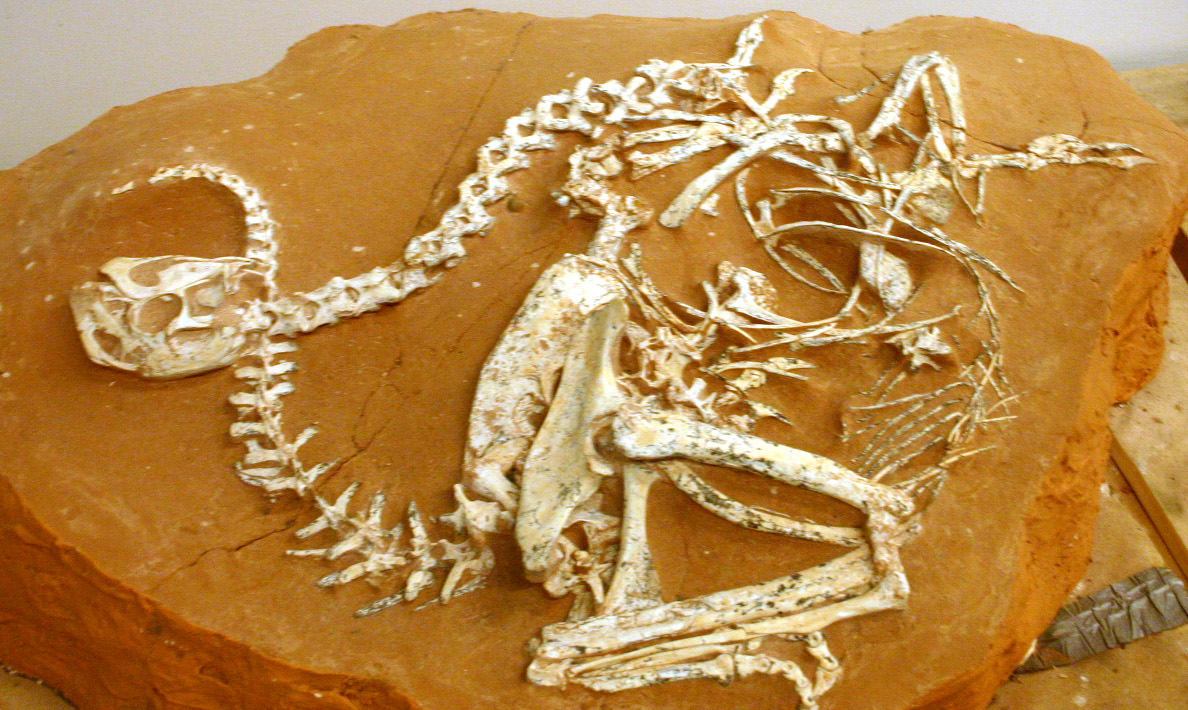
Fossiles Skelett von Khaan mckennai.

Khaan ist von drei Skeletten mit Schädeln bekannt, die an der Fundstelle Ukhaa Tolgod in Ömnö-Gobi-Aimag, einem Aimag der Mongolei, gefunden wurden. Stratigraphisch gehören die Funde zur Djadochta-Formation und werden in die Oberkreide (spätes Campanium). 
Das Holotyp-Material (Katalognummer IGM 100/1127) ist ein vollständiges Skelett, während es sich bei dem ganz in der Nähe gefundenen Skelett IGM 100/1002 um ein nahezu vollständiges Skelett handelt, bei dem das hintere (distale) Ende des Schwanzes fehlt. IGM 100/973 ist ein weiteres fast vollständiges Skelett. Anfangs wurden die Fossilien vorläufig Ajancingenia zugeschrieben, bis durch die Präparation Merkmale vor allem an den Händen zum Vorschein kamen, die eine eigene Gattung anzeigen. 
Im Jahr 2001 wurde die neue Gattung von Clark, Norell und Barsbold wissenschaftlich beschrieben.
Der Name Khaan ist ein mongolischer Herrschertitel, während das Artepitheth mckennai Malcolm McKenna ehrt.

## Merkmale
Khaan wurde etwa 2 Meter lang. Ähnlich wie Conchoraptor fehlte Khaan ein Schädelkamm, wie er sich bei einigen anderen Oviraptoriden findet. Verglichen mit Conchoraptor waren die Klauen des ersten und zweiten Fingers gekrümmter, außerdem war der dritte Mittelhandknochen am proximalen Ende reduziert. Das Darmbein (Ilium) ähnelt dem von "Ingenia" und Conchoraptor.